# Cide (district)
Cide is een Turks district in de provincie Kastamonu en telt 20.085 inwoners (2011). Het district heeft een oppervlakte van 664,1 km². Hoofdplaats is Cide.
De bevolkingsontwikkeling van het district is weergegeven in onderstaande tabel.
| 1997   | 2000   | 2007   | 2011   |
| ------ | ------ | ------ | ------ |
| 23.625 | 23.161 | 20.382 | 20.085 |